# NGC 7480B
NGC 7480B (другие обозначения — PGC 85377, KUG 2302+022) — спиральная галактика (Sb) в созвездии Рыбы.
Этот объект не входит в число перечисленных в оригинальной редакции «Нового общего каталога» и был добавлен позднее.